# Podskalák (Zaječice)
Podskalák je malý rybník velikosti 0,58 ha ve vsi Zaječice v okrese Chrudim. Nachází se na pravém břehu řeky Ležák. Je obklopen vegetací. Má protáhlý charakter s orientací z jiho-západu na severo-východ. Rybník vznikl po roce 1852.